# 1996.
◄ | 19. stoljeće | 20. stoljeće | 21. stoljeće | ►
◄ | 1960-ih | 1970-ih | 1980-ih | 1990-ih | 2000-ih | 2010-ih | 2020-ih | ►
◄◄ | ◄ | 1993. | 1994. | 1995. | 1996. | 1997. | 1998. | 1999. | ► | ►►
Arhitektura • Astronautika • Astronomija • Biologija • Film • Fotografija • Glazba • Kazalište • Kemija • Kiparstvo • Knjige • Književnost • Kršćanstvo • Meteorologija • Medicina • Planinarstvo • Politika • Pravo • Promet • Slikarstvo • Strip • Šport • Televizija • Znanost • Zrakoplovstvo • Željeznički promet
1996. (rim. MCMXCVI) bila je prijestupna godina, devedeset i peta godina 20. stoljeća i 995. godina 2. tisućljeća.

## Događaji
- 6. veljače – U Atlantski ocean srušio se turski charter Boeing 757 nakon polijetanja iz Dominikanske Republike. Poginulo je svih 189 putnika, većinom njemačkih turista.
- 10. veljače – Ostvarena prva pobjeda jednog računala nad trenutnim svjetskim prvakom; Deep Blue pobijedio Garija Kasparova
- 29. veljače – U Zagrebu je osnovana Akademija šumarskih znanosti.
- 11. lipnja – Hrvatska nogometna reprezentacija odigrala prvu utakmicu na nekom velikom natjecanju. Na EP u Engleskoj pobijedili su Tursku s 1:0 golom Gorana Vlaovića.
- 1. rujna – U Ludbregu je svečano proslavljena izgradnja Svetišta Predragocjene Krvi Kristove, čime je ispunjen zavjet Hrvatskoga sabora iz 1739. godine.

## Rođenja

### Siječanj – ožujak
- 5. siječnja – Dinara Alimbekava, bjeloruska biatlonka
- 7. siječnja – Josipa Mamić, hrvatska rukometašica
- 2. veljače – Paul Mescal, irski glumac
- 16. veljače – Hanna Sola, bjeloruska biatlonka

### Travanj – lipanj
- 3. travnja – Fabián Ruiz, španjolski nogometaš
- 3. travnja – Matija Špikić,  hrvatski rukometaš
- 8. svibnja – 6ix9ine, američki reper
- 14. travnja – Abigail Breslin, američka glumica
- 29. travnja – Luka Božić, hrvatski košarkaš
- 14. svibnja – Martin Garrix, nizozemski DJ i glazbeni producent
- 4. lipnja – Maria Bakalova, bugarska glumica
- 13. lipnja – Kingsley Coman, francuski nogometaš
- 18. lipnja – Alen Halilović, hrvatski nogometaš
- 24. lipnja – Dora i Larissa Kalaus, hrvatske rukometašice

### Srpanj – rujan
- 1. srpnja – Ludovic Fabregas, francuski rukometaš
- 9. srpnja – Mirna Mihelčić, hrvatska glumica
- 24. srpnja – Borna Kapusta, hrvatski košarkaš
- 26. kolovoza – Paula i Stela Posavec, hrvatske rukometašice
- 31. kolovoza – Sandro Meštrić, hrvatski rukometaš
- 1. rujna – Zendaya, američka glumica i pjevačica
- 9. rujna – Bersant Celina, kosovski nogometaš
- 13. rujna – Playboi Carti, američki reper

### Listopad – prosinac
- 8. studenoga – Rjoju Kobajaši, japanski skijaš skakač
- 16. studenoga – Ivan Baran, hrvatski književnik
- 24. studenoga – Faris Pinjo, bosanskohercegovački glumac i pjevač
- 4. prosinca – Diogo Jota, portugalski nogometaš († 2025.)
- 13. prosinca – Nino Serdarušić, hrvatski tenisač
- 15. prosinca – Oleksandr Zinčenko, ukrajinski nogometaš
- 31. prosinca – Amina Kajtaz, bosanskohercegovačka i hrvatska plivačica

## Smrti

### Siječanj – ožujak
- 2. veljače – Gene Kelly, američki filmski glumac (* 1912.)
- 13. veljače – Branko Marjanović, hrvatski filmski redatelj i montažer (* 1909.)
- 3. ožujka – Marguerite Duras, francuska spisateljica (* 1914.)
- 8. ožujka – Mladen Stahuljak, hrvatski skladatelj i dirigent (* 1914.)
- 13. ožujka – Krzysztof Kieślowski, poljski redatelj (* 1941.)
- 30. ožujka – Zvonko Strmac, hrvatski glumac (* 1918.)

### Travanj – lipanj
- 3. travnja
  - Ron Brown, američki političar (* 1941.)
  - Tone Kujundžić, hrvatska pjesnikinja (* 1914.)
- 31. svibnja – Timothy Leary, američki pisac i psiholog (* 1920.)
- 13. travnja – Vjekoslav Kaleb, hrvatski književnik (* 1905.)
- 6. svibnja – Leo Joseph Suenens, belgijski kardinal (* 1904.)
- 12. svibnja – Vojislav Đurić,  srpski povjesničar umjetnosti (* 1925.)
- 10. lipnja – Jo Van Fleet, američka glumica (* 1914.)
- 15. lipnja – Ella Fitzgerald, američka pjevačica jazz glazbe (* 1918.)

### Srpanj – rujan
- 11. srpnja – Ružica Meglaj Rimac, hrvatska košarkaška reprezentativka (* 1941.)
- 30. srpnja – Claudette Colbert, američka glumica francuskog porijekla (* 1903.)
- 3. kolovoza – Asja Kisić, hrvatska glumica (* 1914.)
- 11. kolovoza – Vangelia Pandeva Dimitrova Gušterova "Baba Vanga", proročica (* 1911.)
- 15. kolovoza – Sven Lasta, hrvatski glumac (* 1925.)
- 13. rujna – Tupac Shakur, američki rap umjetnik, glumac i aktivist i pjesnik. (* 1971.)
- 17. rujna – Srećko Badurina, hrvatski biskup (* 1930.)
- 20. rujna – Krešo Golik, hrvatski filmski i TV redatelj (* 1922.)
- 21. rujna – Henri Nouwen, nizozemski svećenik i pisac (* 1932.)
- 29. rujna – Endō Shūsaku, japanski književnik (* 1923.)
- 30. rujna – Danka Jurčević, hrvatska redovnica, mučenica (* 1950.)

### Listopad – prosinac
- 19. prosinca – Marcello Mastroianni, talijanski filmski i kazališni glumac (* 1923.)
- 20. prosinca – Carl Sagan, američki astronom i astrobiolog (* 1934.)

## Nobelove nagrade
- Fizika: David M. Lee, Douglas D. Osheroff i Robert C. Richardson
- Kemija: Robert Floyd Curl, Jr., Harold Walter Kroto i Richard Errett Smalley
- Fiziologija i medicina: Peter Doherty i Rolf M. Zinkernagel
- Književnost: Wisława Szymborska
- Mir: Carlos Filipe Ximenes Belo i José Ramos-Horta
- Ekonomija: James Mirrlees i William Vickrey

## Obljetnice i godišnjice
- Stogodišnjica rođenja Ivana Merza[1]

## Vanjske poveznice
|  | Zajednički poslužitelj ima još gradiva o temi 1996. |